# Yankov Gap
Il Yankov Gap (in lingua bulgara: Янкова седловина, Yankova Sedlovina) è un valico o sella montana, coperta di ghiaccio che collega Melnik Ridge e Bowles Ridge, nella parte orientale dell'Isola Livingston, nelle Isole Shetland Meridionali, in Antartide. 
La sella è posta a 575 m di altitudine e si estende per 1 km in direzione nord-sud dal Samokov Knoll nel Melnik Ridge all'Asparuh Peak in Bowles Ridge. Yankov Gap fa parte dello spartiacque tra i bacini collettori delle testate del Ghiacciaio Kaliakra a ovest e il Ghiacciaio Struma a est. 
Il valico fu attraversato per la prima volta il 28 dicembre 2004 dai bulgari Lyubomir Ivanov e Doychin Vasilev, partiti dal Campo Accademia nel corso della spedizione di ricerca Tangra 2004/05.
La denominazione è stata assegnata in onore di Yordan Yankov, operatore radio bulgaro presso la Base San Clemente di Ocrida per parecchie stagioni a partire dal 1994.

## Localizzazione
La selletta è centrata alle coordinate 62°36′28″S 60°09′48″W, 1,99 km a northdovest di Pirdop Gate, 1,78 km a est-nordest di Omurtag Pass e 4,76 km a sudest di Elhovo Gap.
Rilevazione topografica bulgara nel corso della spedizione Tangra 2004/05, con mappatura nel 2005 e 2009.

## Mappe
- L.L. Ivanov et al. Antarctica: Livingston Island and Greenwich Island, South Shetland Islands. Scale 1:100000 topographic map. Sofia: Antarctic Place-names Commission of Bulgaria, 2005.
- L.L. Ivanov. Antarctica: Livingston Island and Greenwich, Robert, Snow and Smith Islands. Scale 1:120000 topographic map.  Troyan: Manfred Wörner Foundation, 2009.  ISBN 978-954-92032-6-4